# Jimmy Hendriks
Jimmy Hendriks (Heemskerk, 19 maart 1994) is een Nederlands darter. Zijn bijnaam is The Captain.
Hendriks deed voor het eerst mee in 2013 met de World Professional Darts Championship (Lakeside), in de eerste ronde wist hij Martin Adams met 3-2 te verslaan.

## Carrière
In 2017 won Hendriks voor het eerst een tourkaart voor 2017/2018. Deze verloor hij echter meteen na 2 jaar. In 2022 won hij na enkele jaren afwezigheid zijn kaart terug voor 2022/2023. Dit betekent dat hij ook zijn debuut op de UK Open maakte in 2022. Daar won Hendriks in de eerste ronde van Darren Beveridge, maar verloor vervolgens in ronde twee van Kenny Neyens.

## Resultaten op Wereldkampioenschappen

### BDO
- 2013: Laatste 16 (verloren van Richie George met 2-4)
- 2017: Voorronde (verloren van  David Cameron met 1-3)

### PDC World Youth Championship
- 2012: Laatste 32 (verloren van Matthew Dicken met 3-5)
- 2014: Laatste 16 (verloren van Dean Reynolds met 4-6)
- 2015: Laatste 16 (verloren van Bradley Kirk met 1-6)
- 2016: Laatste 16 (verloren van Rowby-John Rodriguez met 4-6)
- 2017: Laatste 32 (verloren van Ted Evetts met 3-6)
- 2018: Groepsfase (gewonnen van Shane McGuirk met 5-3, verloren van Jack Main met 3-5)

### PDC
- 2023: Laatste 64 (verloren van Brendan Dolan met 1-3)